# Lorenzo Manta
Lorenzo Manta (Winterthur, 16 settembre 1974) è un ex tennista svizzero.

## Biografia
In carriera ha raggiunto una finale di doppio al Tashkent Open nel 1999, in coppia con lo statunitense Mark Keil. Nei tornei del Grande Slam ha ottenuto il suo miglior risultato raggiungendo il quarto turno nel singolare a Wimbledon nel 1999.
In Coppa Davis ha disputato un totale di 16 partite, ottenendo 10 vittorie e 6 sconfitte.

## Statistiche

### Doppio

#### Finali perse (1)
| Numero | Anno              | Torneo                  | Superficie | Compagno  | Avversari in finale       | Punteggio |
| 1.     | 19 settembre 1999 | Tashkent Open, Tashkent | Cemento    | Mark Keil | Marc Rosset Oleg Ogorodov | 6-7, 6-7  |